# Yaroslav Meykher
Yaroslav "Yari" Meykher (Ternopil, 21 de marzo del 2000) es un futbolista ucraniano que juega de portero en el CF Badalona Futur de la Segunda Federación.

## Carrera deportiva
Yari comenzó su carrera deportiva en la (EFB Pinatar) como portero donde destacó en la categoría cadete y fue fichado por las categorías inferiores del R. C. D. Espanyol B, con el que debutó el 8 de abril de 2018 en un partido frente al CE L'Hospitalet en Tercera División.
En diciembre de ese año fue cedido, precisamente, al CE L'Hospitalet, y al final de su cesión fichó por el U. D. Logroñés de la Segunda División B, siendo asignado al equipo filial.
El 17 de octubre de 2020 hizo su debut como profesional, con el U. D. Logroñés, en un partido de la Segunda División de España, a la que había ascendido el conjunto riojano esa misma temporada, frente al C. D. Leganés, que terminó con derrota por 0-1.
El 2 de agosto de 2021 fichó por dos temporadas por el Real Valladolid Promesas.
El 28 de agosto de 2023 fichó por la UE Cornellà de la Primera Federación.

## Carrera internacional
Meykher fue internacional sub-18 con la selección de fútbol de Ucrania.

## Clubes
Actualizado a 18 de agosto de 2024.
| Club                        | País          | Año           | Partidos jugados | Goles recibidos |
| --------------------------- | ------------- | ------------- | ---------------- | --------------- |
| R. C. D. Espanyol B         | España        | 2018-2019     | 1                | 2               |
| C. E. L'Hospitalet (cedido) | España        | 2019          | 1                | 1               |
| U. D. Logroñés B            | España        | 2019-2021     | 25               | 25              |
| U. D. Logroñés              | España        | 2020-2021     | 4                | 5               |
| Real Valladolid Promesas    | España        | 2021-2023     | 14               | 23              |
| U. E. Cornellà              | España        | 2023-2024     | 17               | 20              |
| C. F. Badalona Futur        | España        | 2024-Act.     |                  |                 |
| Total carrera               | Total carrera | Total carrera | 62               | 76              |